# Groß Nikobar
Groß Nikobar (englisch Great Nicobar, Hindi: बड़ा निकोबार, Baṛā Nikobār, nicobarisch: टोकिओंग लोंग oder Tokieong Long) gehört zur indischen Inselgruppe der Nikobaren im Golf von Bengalen. Im Osten liegt die Andamanensee. Politisch gehört die Insel zum indischen Unionsterritorium Andamanen und Nikobaren.

## Geografie
Sie ist mit 9.439 Einwohnern auf 1.045 Quadratkilometern nur sehr dünn besiedelt. Die Insel ist die größte und südlichste der Nikobaren, liegt über 600 km westlich von Malaysia und ungefähr 140 km nördlich der indonesischen Insel Sumatra. Wenige Kilometer nördlich, jenseits der St.-Georg-Straße, liegt die Nachbarinsel Klein Nikobar. Direkt vor der westlichen Küste befindet sich das Inselchen Megapod, vor der nördlichen Küste Kondul.
Hauptort ist Campbell Bay an der Ostküste mit 5.257 Einwohnern, mehr als der Hälfte der Inselbevölkerung. Daneben gibt es noch 25 weitere bewohnte Dörfer. Zweitgrößter Ort ist Govind Nagar mit 875 Einwohnern.
Der südlichste Punkt der Insel, Indira Point, stellt zugleich den südlichsten Punkt Indiens dar. Der höchste Berg, der Thuillier mit 642 m, erhebt sich im Norden der Insel; ein Höhenzug zieht sich von hier nach Süden. Die Flüsse, darunter Alexandra, Amrit Kaur, Dogmar und Galatea, fließen größtenteils nach Westen und Süden.

## Geschichte
Arabische, malayische und burmesische Schiffe liefen ab dem 7. Jahrhundert die Nikobaren an. 1711 landeten drei französische Jesuiten aus Pondicherry auf der Insel und lebten dort 30 Monate lang, bevor sie nach Car Nicobar weiterzogen.

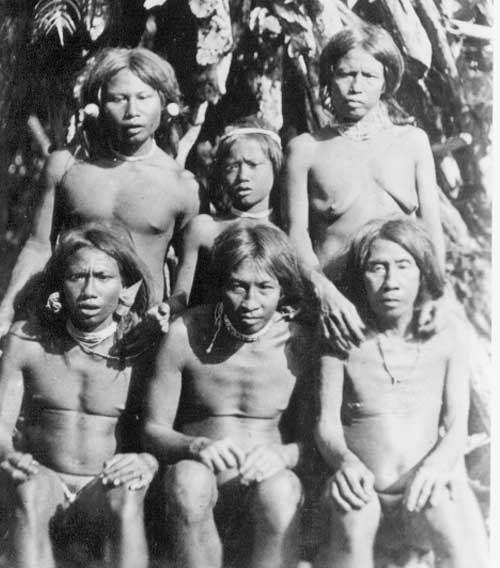
Menschen vom Volk der Shompen (1886)

Anfang 1756 erreichte ein dänisches Schiff aus Trankebar unter Leutnant Thanck die bewohnte Insel, damals auch Sianbalong genannt, und nahm sie für Dänemark in Besitz. Doch von den 150 Männern der Besatzung lebten bald nur noch 30, der Rest starb an Krankheiten. Für den Misserfolg wurde vor allem die ungünstig ausgewählte Lage der Siedlung verantwortlich gemacht, obwohl auch die Uneinigkeit und das unangemessene Verhalten der Kolonisatoren eine Rolle gespielt haben mag.
Der Stützpunkt wurde im Oktober 1756 nach Camorta verlegt.
1989 wurde ein Großteil der Insel als Biosphärenreservat unter Schutz gestellt.
Groß Nikobar wurde durch den Tsunami infolge des Seebebens vom 26. Dezember 2004 schwer getroffen.

## Bevölkerung
Das Volk der Shompen verfügt noch über 400 Sprecher im Hinterland der Insel.

## Tiere und Pflanzen
Die Insel beheimatet eine Vielzahl nur hier vorkommender (endemischer) Arten.
Wichtige Pflanzenarten sind Feigenbäume (Ficus), Schraubenbäume (Pandanus), Stinkbäume (Sterculia) und Prunkwinden (Ipomea). Nur auf dieser Insel wächst der Baum Nicobariodendron sleumeri. Einzigartig und nur im Süden der Insel finden sich der Baumfarn Cyathea albosetacea und die Orchidee Phalaenopsis speciosa.
Wichtige Tierarten sind: Leistenkrokodil (Crocodylus porosus), Lederschildkröte (Dermochelys coriacea), Nikobaren-Spitzhörnchen (Tupaia nicobarica), Amboina-Scharnierschildkröte (Cuora amboinensis), Netzpython (Python reticulatus), Nicobar-Langschwanzmakak (Macaca fascicularis umbrosa), der Segler Weißnestsalangane (Aerodramus fuciphagus) und der zu den Zehnfußkrebsen gehörenden Palmendieb (Birgus latro).

## Biosphärenreservat
Ungefähr 85 % der Inselfläche wurde im Januar 1989 als Biosphärenreservat „Great Nicobar Biosphere Reserve“ unter Schutz gestellt (auf der Karte rechts oben ist das Reservat grün dargestellt). Der Kern des Schutzgebietes umfasst ca. 885 km², umgeben von einer 12 km breiten Pufferzone. Er besteht aus zwei Teilen: dem größeren Campbell Bay National Park im Norden und dem kleineren Galathea Bay National Park im Inselinneren des Südens.
Die 15 % Inselfläche, die nicht unter Schutz stehen, werden durch die westlichen und östlichen Küstengebiete im Süden der Insel gebildet.
Am 28. Mai 2013 wurde das Biosphärenreservat auch von der UNESCO anerkannt.